# Torneo Apertura 2020 (Nicaragua)
El Torneo Apertura 2020 fue la edición 95.° del campeonato de liga de la Primera División del fútbol nicaragüense.

## Sistema de competición
El torneo de la Liga Primera está conformado en tres partes:
- Fase de clasificación: 10 equipos juegan todos contra todos a dos vueltas durante 18 jornadas. Primer y segundo lugar clasifican directamente a semifinales. Del tercero al sexto lugar disputan Repechaje.

En la etapa regular se observará el sistema de puntos. La ubicación en la tabla general está sujeta a lo siguiente:
- Por juego ganado se obtendrán tres puntos.
- Por juego empatado se obtendrá un punto.
- Por juego perdido no se otorgan puntos.

En esta fase participan los 10 clubes de la Liga Primera jugando en cada torneo todos contra todos durante las 18 jornadas respectivas, a visita recíproca.
- Repechaje: Se juega a un solo partido de acuerdo a las posiciones de la Etapa Regular: 3.º vs 6.º y 4.º vs 5.º, siendo locales los equipos ubicados en el Tercer y Cuarto puesto. El ganador de cada partido avanza a Semifinales, en caso de empate los equipos locales obtienen el pase.
- Fase final: Se juega a visitas recíprocas (ida y vuelta). El clasificado se define de acuerdo al marcador global de la serie.

## Equipos por departamento
| N.º | Departamento  | Equipos                                                |
| --- | ------------- | ------------------------------------------------------ |
| 4   | Managua       | CD Junior, Juventus FC, Managua FC y CD Walter Ferreti |
| 2   | Nueva Segovia | ART Jalapa y CD Ocotal                                 |
| 1   | Carazo        | Diriangén FC                                           |
| 1   | Chinandega    | Chinandega FC                                          |
| 1   | Estelí        | Real Estelí FC                                         |
| 1   | Madriz        | Real Madriz FC                                         |

## Ascenso y descenso
| Pos | a la Segunda División de Nicaragua |
| --- | ---------------------------------- |
| 10º | CD Las Sabanas                     |

| Pos | a la Liga Primera |
| --- | ----------------- |
| 1º  | CD Junior         |

## Información de los equipos
| Equipo            | Entrenador       | Ciudad                | Estadio                        | Capacidad | Fundación      |
| ----------------- | ---------------- | --------------------- | ------------------------------ | --------- | -------------- |
| ART Jalapa        | Carlos Martino   | Jalapa, Nueva Segovia | Estadio Alejandro Ramos Turcio | 2.000     | 2011 (14 años) |
| CD Junior         | Tyron Acevedo    | Managua               | Estadio Nacional               | 20.000    | 2016 (9 años)  |
| CD Ocotal         | Mario Alfaro     | Ocotal, Nueva Segovia | Estadio Roy Fernando Bermúdez  | 1.500     | 2002 (23 años) |
| Chinandega FC     | Reyna Espinoza   | Chinandega            | Estadio La Veranera            | 800       | 1975 (50 años) |
| Diriangén FC      | Flavio Da Silva  | Diriamba, Carazo      | Estadio Cacique Diriangén      | 7.000     | 1917 (54 años) |
| Juventus FC       | Óscar Blanco     | Managua               | Estadio Arnoldo y Matty Chávez | 2.000     | 1977 (48 años) |
| Managua FC        | Emilio Aburto    | Managua               | Estadio Nacional               | 20.000    | 2006 (19 años) |
| Real Estelí FC    | Holver Flores    | Estelí                | Estadio Independencia          | 9.000     | 1961 (64 años) |
| Real Madriz FC    | Carlos Matamoros | Somoto, Madriz        | Estadio Solidaridad            | 2.500     | 1996 (29 años) |
| CD Walter Ferreti | Henry Urbina     | Managua               | Estadio Nacional               | 20.000    | 1987 (38 años) |

## Fase de clasificación

### Tabla de posiciones
| Pos | Equipos           | PJ | PG | PE | PP | GF | GC | Dif. | Pts. |
| --- | ----------------- | -- | -- | -- | -- | -- | -- | ---- | ---- |
| 1.  | Real Estelí FC    | 18 | 11 | 5  | 2  | 32 | 13 | +19  | 38   |
| 2.  | CD Walter Ferreti | 18 | 9  | 5  | 4  | 29 | 17 | +12  | 32   |
| 3.  | ART Jalapa        | 18 | 8  | 6  | 4  | 20 | 15 | +5   | 30   |
| 4.  | Diriangén FC      | 18 | 8  | 5  | 5  | 29 | 21 | +8   | 29   |
| 5.  | Juventus FC       | 18 | 6  | 5  | 7  | 23 | 25 | -2   | 23   |
| 6.  | Chinandega FC     | 18 | 5  | 6  | 7  | 21 | 35 | -14  | 21   |
| 7.  | CD Ocotal         | 18 | 5  | 4  | 9  | 20 | 25 | -5   | 19   |
| 8.  | Managua FC        | 18 | 5  | 4  | 9  | 24 | 30 | -6   | 19   |
| 9.  | Real Madriz FC    | 18 | 3  | 7  | 8  | 17 | 24 | -7   | 16   |
| 10. | CD Junior         | 18 | 2  | 9  | 7  | 16 | 26 | -10  | 15   |

| Simbología |
| --- |
| Pos – Posición; PJ – Partidos Jugados; PG - Partidos Ganados; PE - Partidos Empatados; PP - Partidos Perdidos; GF – Goles a Favor; GC – Goles en Contra; DIF – Diferencia de Goles; PTS - Puntos. |

|  | Líder, Clasifica a la Fase Final (1.er Lugar). |
|  | Clasifica a la Fase Final (2.º Lugar).         |
|  | Clasifica a Repechaje (3.º al 6.º Lugar).      |
|  | Último lugar.                                  |

### Evolución de la clasificación
| Real Estelí FC                                | 4  | 1  | 1  | 1  | 1  | 1  | 1  | 1  | 1  | 1  | 1  | 1  | 1  | 1  | 1  | 1  | 1  | 1  |
| CD Walter Ferreti                             | 1  | 2  | 2  | 2  | 2  | 2  | 2  | 2  | 2  | 2  | 2  | 2  | 2  | 2  | 2  | 2  | 2  | 2  |
| ART Jalapa                                    | 5  | 5  | 6  | 4  | 5  | 3  | 3  | 3  | 3  | 3  | 3  | 3  | 3  | 3  | 3  | 3  | 3  | 3  |
| Diriangén FC                                  | 3  | 3  | 3  | 5  | 6  | 5  | 7  | 6  | 8  | 4  | 4  | 5  | 5  | 4  | 4  | 4  | 4  | 4  |
| Juventus FC                                   | 7  | 9  | 9  | 10 | 9  | 8  | 8  | 7  | 7  | 8  | 5  | 4  | 4  | 6  | 7  | 5  | 5  | 5  |
| Chinandega FC                                 | 10 | 10 | 10 | 7  | 7  | 7  | 4  | 4  | 4  | 5  | 8  | 9  | 6  | 5  | 5  | 6  | 6  | 6  |
| CD Ocotal                                     | 6  | 4  | 4  | 6  | 4  | 6  | 6  | 8  | 5  | 6  | 6  | 6  | 8  | 7  | 8  | 8  | 7  | 7  |
| Managua FC                                    | 2  | 7  | 5  | 3  | 3  | 4  | 5  | 5  | 6  | 7  | 7  | 7  | 9  | 8  | 6  | 7  | 8  | 8  |
| Real Madriz FC                                | 8  | 8  | 8  | 9  | 10 | 10 | 10 | 10 | 10 | 10 | 10 | 10 | 7  | 9  | 9  | 9  | 9  | 9  |
| CD Junior                                     | 9  | 6  | 7  | 8  | 8  | 9  | 9  | 9  | 9  | 9  | 9  | 8  | 10 | 10 | 10 | 10 | 10 | 10 |
| Última actualización: 25 de noviembre de 2020 |    |    |    |    |    |    |    |    |    |    |    |    |    |    |    |    |    |    |

### Resultados Cruzados
| ART Jalapa                                    |       | 1 - 0 | 2 - 0 | 1 - 1 | 2 - 0 | 1 - 0 | 1 - 0 | 1 - 0 | 2 - 1 | 3 - 0 |
| CD Junior                                     | 1 - 0 |       | 1 - 0 | 0 - 1 | 1 - 1 | 1 - 1 | 2 - 2 | 0 - 0 | 2 - 2 | 0 - 4 |
| CD Ocotal                                     | 0 - 0 | 3 - 1 |       | 1 - 2 | 1 - 0 | 0 - 0 | 5 - 0 | 0 - 1 | 1 - 1 | 2 - 0 |
| Chinandega FC                                 | 1 - 1 | 2 - 2 | 4 - 2 |       | 1 - 3 | 3 - 2 | 0 - 0 | 1 - 5 | 1 - 1 | 2 - 2 |
| Diriangén FC                                  | 1 - 1 | 3 - 2 | 6 - 1 | 2 - 0 |       | 1 - 0 | 0 - 0 | 2 - 2 | 3 - 1 | 0 - 1 |
| Juventus FC                                   | 2 - 2 | 1 - 1 | 1 - 0 | 5 - 1 | 3 - 1 |       | 2 - 3 | 1 - 4 | 1 - 0 | 1 - 3 |
| Managua FC                                    | 3 - 1 | 2 - 0 | 2 - 2 | 1 - 0 | 3 - 4 | 0 - 1 |       | 3 - 4 | 0 - 1 | 1 - 2 |
| Real Estelí FC                                | 2 - 1 | 1 - 1 | 2 - 1 | 3 - 0 | 1 - 0 | 3 - 0 | 1 - 0 |       | 2 - 0 | 1 - 1 |
| Real Madriz FC                                | 3 - 0 | 1 - 1 | 0 - 1 | 0 - 1 | 1 - 1 | 1 - 1 | 0 - 2 | 1 - 0 |       | 2 - 2 |
| CD Walter Ferreti                             | 0 - 0 | 1 - 0 | 2 - 0 | 4 - 0 | 0 - 1 | 0 - 1 | 4 - 2 | 0 - 0 | 3 - 1 |       |
| Última actualización: 25 de noviembre de 2020 |       |       |       |       |       |       |       |       |       |       |

|  | Victoria del equipo local     |
|  | Empate                        |
|  | Victoria del equipo visitante |

### Jornadas
- Los horarios son correspondientes al tiempo de Nicaragua (UTC-6).

#### Primera vuelta
| Managua FC        | 2 - 0 | CD Junior      | Estadio Nacional               | 1 de agosto | 17:00 |
| Real Estelí FC    | 2 - 1 | CD Ocotal      | Estadio Independencia          | 1 de agosto | 20:00 |
| CD Walter Ferreti | 3 - 1 | Real Madriz FC | Estadio Nacional               | 1 de agosto | 20:00 |
| ART Jalapa        | 1 - 0 | Juventus FC    | Estadio Alejandro Ramos Turcio | 2 de agosto | 17:00 |
| Diriangén FC      | 2 - 0 | Chinandega FC  | Estadio Cacique Diriangén      | 2 de agosto | 19:00 |

| Real Madriz FC | 1 - 1 | Diriangén FC      | Estadio Solidaridad     | 8 de agosto | 17:00 |
| Juventus FC    | 1 - 3 | CD Walter Ferreti | Estadio Arnoldo y Matty | 8 de agosto | 20:00 |
| CD Junior      | 1 - 0 | ART Jalapa        | Estadio Nacional        | 8 de agosto | 20:00 |
| Chinandega FC  | 1 - 5 | Real Estelí FC    | Estadio La Veranera     | 9 de agosto | 15:15 |
| CD Ocotal      | 5 - 0 | Managua FC        | Estadio Roy Bermúdez    | 9 de agosto | 17:00 |

| Diriangén FC      | 1 - 0 | Juventus FC    | Estadio Cacique Diriangén | 12 de agosto | 15:30 |
| CD Walter Ferreti | 0 - 0 | ART Jalapa     | Estadio Nacional          | 12 de agosto | 17:00 |
| Real Estelí FC    | 2 - 0 | Real Madriz FC | Estadio Independencia     | 12 de agosto | 19:00 |
| Managua FC        | 1 - 0 | Chinandega FC  | Estadio Nacional          | 12 de agosto | 20:00 |
| CD Ocotal         | 3 - 1 | CD Junior      | Estadio Roy Bermúdez      | 13 de agosto | 19:00 |

| Real Madriz FC | 0 - 2 | Managua FC        | Estadio Solidaridad            | 15 de agosto | 17:00 |
| Juventus FC    | 1 - 4 | Real Estelí FC    | Estadio Arnoldo y Matty        | 15 de agosto | 19:00 |
| Chinandega FC  | 4 - 2 | CD Ocotal         | Estadio La Veranera            | 16 de agosto | 15:15 |
| ART Jalapa     | 2 - 0 | Diriangén FC      | Estadio Alejandro Ramos Turcio | 16 de agosto | 17:00 |
| CD Junior      | 0 - 4 | CD Walter Ferreti | Estadio Nacional               | 16 de agosto | 19:00 |

| Diriangén FC   | 0 - 1 | CD Walter Ferreti | Estadio Cacique Diriangén | 22 de agosto | 17:00 |
| Managua FC     | 0 - 1 | Juventus FC       | Estadio Nacional          | 22 de agosto | 20:00 |
| Real Estelí FC | 2 - 1 | ART Jalapa        | Estadio Independencia     | 22 de agosto | 20:00 |
| Chinandega FC  | 2 - 2 | CD Junior         | Estadio La Veranera       | 23 de agosto | 15:15 |
| CD Ocotal      | 1 - 1 | Real Madriz FC    | Estadio Roy Bermúdez      | 23 de agosto | 17:00 |

| CD Junior         | 1 - 1 | Diriangén FC   | Estadio Nacional               | 29 de agosto | 17:00 |
| ART Jalapa        | 1 - 0 | Managua FC     | Estadio Alejandro Ramos Turcio | 29 de agosto | 19:00 |
| CD Walter Ferreti | 0 - 0 | Real Estelí FC | Estadio Nacional               | 29 de agosto | 20:00 |
| Real Madriz FC    | 0 - 1 | Chinandega FC  | Estadio Solidaridad            | 30 de agosto | 16:00 |
| Juventus FC       | 1 - 0 | CD Ocotal      | Estadio Arnoldo y Matty        | 30 de agosto | 19:00 |

| Real Estelí FC | 1 - 0 | Diriangén FC      | Estadio Independencia | 5 de septiembre | 19:00 |
| Managua FC     | 1 - 2 | CD Walter Ferreti | Estadio Nacional      | 5 de septiembre | 20:00 |
| Chinandega FC  | 3 - 2 | Juventus FC       | Estadio La Veranera   | 6 de septiembre | 15:15 |
| CD Ocotal      | 0 - 0 | ART Jalapa        | Estadio Roy Bermúdez  | 6 de septiembre | 17:00 |
| Real Madriz FC | 1 - 1 | CD Junior         | Estadio Solidaridad   | 6 de septiembre | 18:00 |

| CD Walter Ferreti | 2 - 0 | CD Ocotal      | Estadio Nacional               | 12 de septiembre | 17:00 |
| CD Junior         | 0 - 0 | Real Estelí FC | Estadio Nacional               | 12 de septiembre | 20:00 |
| Diriangén FC      | 0 - 0 | Managua FC     | Estadio Cacique Diriangén      | 13 de septiembre | 15:00 |
| ART Jalapa        | 1 - 1 | Chinandega FC  | Estadio Alejandro Ramos Turcio | 13 de septiembre | 17:00 |
| Juventus FC       | 1 - 0 | Real Madriz FC | Estadio Arnoldo y Matty        | 13 de septiembre | 19:00 |

| CD Ocotal      | 1 - 0 | Diriangén FC      | Estadio Roy Bermúdez    | 19 de septiembre | 17:00 |
| Managua FC     | 3 - 4 | Real Estelí FC    | Estadio Nacional        | 19 de septiembre | 20:00 |
| Juventus FC    | 1 - 1 | CD Junior         | Estadio Arnoldo y Matty | 19 de septiembre | 20:00 |
| Chinandega FC  | 2 - 2 | CD Walter Ferreti | Estadio La Veranera     | 20 de septiembre | 15:15 |
| Real Madriz FC | 3 - 0 | ART Jalapa        | Estadio Solidaridad     | 20 de septiembre | 17:00 |

#### Segunda vuelta
| CD Junior      | 2 - 2 | Managua FC        | Estadio Nacional        | 26 de septiembre | 20:00 |
| CD Ocotal      | 0 - 1 | Real Estelí FC    | Estadio Roy Bermúdez    | 26 de septiembre | 20:00 |
| Chinandega FC  | 1 - 3 | Diriangén FC      | Estadio La Veranera     | 27 de septiembre | 15:15 |
| Real Madriz FC | 2 - 2 | CD Walter Ferreti | Estadio Solidaridad     | 27 de septiembre | 18:00 |
| Juventus FC    | 2 - 2 | ART Jalapa        | Estadio Arnoldo y Matty | 27 de septiembre | 19:00 |

| Managua FC        | 2 - 2 | CD Ocotal      | Estadio Nacional               | 30 de septiembre | 17:00 |
| ART Jalapa        | 1 - 0 | CD Junior      | Estadio Alejandro Ramos Turcio | 30 de septiembre | 18:00 |
| Diriangén FC      | 3 - 1 | Real Madriz FC | Estadio Cacique Diriangén      | 30 de septiembre | 19:00 |
| CD Walter Ferreti | 0 - 1 | Juventus FC    | Estadio Nacional               | 30 de septiembre | 20:00 |
| Real Estelí FC    | 3 - 0 | Chinandega FC  | Estadio Independencia          | 30 de septiembre | 20:00 |

| ART Jalapa     | 3 - 0 | CD Walter Ferreti | Estadio Alejandro Ramos Turcio | 17 de octubre   | 18:00 |
| CD Junior      | 1 - 0 | CD Ocotal         | Estadio Nacional               | 17 de octubre   | 20:00 |
| Real Madriz FC | 1 - 0 | Real Estelí FC    | Estadio Solidaridad            | 18 de octubre   | 18:00 |
| Juventus FC    | 3 - 1 | Diriangén FC      | Estadio Arnoldo y Matty        | 18 de octubre   | 19:00 |
| Chinandega FC  | 0 - 0 | Managua FC        | Estadio La Veranera            | 11 de noviembre | 15:15 |

| Real Estelí FC    | 3 - 0 | Juventus FC    | Estadio Nacional          | 23 de octubre | 20:00 |
| Diriangén FC      | 1 - 1 | ART Jalapa     | Estadio Cacique Diriangén | 24 de octubre | 19:00 |
| CD Walter Ferreti | 1 - 0 | CD Junior      | Estadio Nacional          | 24 de octubre | 20:00 |
| CD Ocotal         | 1 - 2 | Chinandega FC  | Estadio Roy Bermúdez      | 25 de octubre | 18:00 |
| Managua FC        | 0 - 1 | Real Madriz FC | Estadio Nacional          | 25 de octubre | 19:00 |

| CD Junior         | 0 - 1 | Chinandega FC  | Estadio Nacional               | 28 de octubre | 17:00 |
| ART Jalapa        | 1 - 0 | Real Estelí FC | Estadio Alejandro Ramos Turcio | 28 de octubre | 19:00 |
| Juventus FC       | 2 - 3 | Managua FC     | Estadio Arnoldo y Matty        | 28 de octubre | 19:00 |
| CD Walter Ferreti | 0 - 1 | Diriangén FC   | Estadio Nacional               | 28 de octubre | 20:00 |
| Real Madriz FC    | 0 - 1 | CD Ocotal      | Estadio Solidaridad            | 29 de octubre | 19:00 |

| Managua FC     | 3 - 1 | ART Jalapa        | Estadio Nacional          | 31 de octubre  | 18:00 |
| Diriangén FC   | 3 - 2 | CD Junior         | Estadio Cacique Diriangén | 31 de octubre  | 19:00 |
| Real Estelí FC | 1 - 1 | CD Walter Ferreti | Estadio Nacional          | 31 de octubre  | 20:30 |
| Chinandega FC  | 1 - 1 | Real Madriz FC    | Estadio La Veranera       | 1 de noviembre | 15:15 |
| CD Ocotal      | 0 - 0 | Juventus FC       | Estadio Roy Bermúdez      | 1 de noviembre | 18:00 |

| Juventus FC       | 5 - 1 | Chinandega FC  | Estadio Arnoldo y Matty        | 7 de noviembre  | 19:00 |
| CD Junior         | 2 - 2 | Real Madriz FC | Estadio Nacional               | 7 de noviembre  | 20:00 |
| Diriangén FC      | 2 - 2 | Real Estelí FC | Estadio Cacique Diriangén      | 8 de noviembre  | 18:00 |
| CD Walter Ferreti | 4 - 2 | Managua FC     | Estadio Nacional               | 8 de noviembre  | 19:00 |
| ART Jalapa        | 2 - 0 | CD Ocotal      | Estadio Alejandro Ramos Turcio | 11 de noviembre | 18:00 |

| Real Madriz FC | 1 - 1 | Juventus FC       | Estadio Solidaridad  | 14 de noviembre | 18:00 |
| CD Ocotal      | 2 - 0 | CD Walter Ferreti | Estadio Roy Bermúdez | 14 de noviembre | 19:00 |
| Chinandega FC  | 1 - 1 | ART Jalapa        | Estadio La Veranera  | 15 de noviembre | 15:15 |
| Real Estelí FC | 1 - 1 | CD Junior         | Estadio Nacional     | 15 de noviembre | 17:30 |
| Managua FC     | 3 - 4 | Diriangén FC      | Estadio Nacional     | 15 de noviembre | 20:00 |

| Real Estelí FC    | 1 - 0 | Managua FC     | Estadio Roy Bermúdez           | 19 de noviembre | 19:00 |
| Diriangén FC      | 6 - 1 | CD Ocotal      | Estadio Cacique Diriangén      | 19 de noviembre | 19:00 |
| ART Jalapa        | 2 - 1 | Real Madriz FC | Estadio Alejandro Ramos Turcio | 19 de noviembre | 19:00 |
| CD Walter Ferreti | 4 - 0 | Chinandega FC  | Estadio Arnoldo y Matty        | 19 de noviembre | 19:00 |
| CD Junior         | 1 - 1 | Juventus FC    | Estadio Nacional               | 19 de noviembre | 19:00 |

## Repechaje
| 22 de noviembre de 2020, 16:00                                           | ART Jalapa | 0:2 (0:2) | Chinandega FC                              | Estadio Alejandro Ramos Turcio, Jalapa |                          |
|                                                                          |            | Reporte   | Alfonso Colindres 7' · Erick Alcázar 45+2' | Árbitro(s): Oscar Dávila               | Árbitro(s): Oscar Dávila |
| El Chinandega FC clasifica a semifinales con un resultado global de 0:2. |            |           |                                            |                                        |                          |

| 22 de noviembre de 2020, 18:00                                          | Diriangén FC                             | 2:0 (2:0) | Juventus FC | Estadio Cacique Diriangén, Diriamba |                          |
|                                                                         | Luis Coronel 15' · Bernardo Laureiro 28' | Reporte   |             | Árbitro(s): Erick Lezama            | Árbitro(s): Erick Lezama |
| El Diriangén FC clasifica a semifinales con un resultado global de 2:0. |                                          |           |             |                                     |                          |

## Fase Final

### Cuadro de desarrollo
|  | Semifinales                                                        | Semifinales                                                        | Semifinales                                                        | Semifinales                                                        | Semifinales                                                        |   |    | Final                                                          | Final                                                          | Final                                                          | Final                                                          | Final                                                          |  |
|  | 28 y 29 de noviembre de 2020 (Ida) 6 de diciembre de 2020 (Vuelta) | 28 y 29 de noviembre de 2020 (Ida) 6 de diciembre de 2020 (Vuelta) | 28 y 29 de noviembre de 2020 (Ida) 6 de diciembre de 2020 (Vuelta) | 28 y 29 de noviembre de 2020 (Ida) 6 de diciembre de 2020 (Vuelta) | 28 y 29 de noviembre de 2020 (Ida) 6 de diciembre de 2020 (Vuelta) |   |    | 13 de diciembre de 2020 (Ida) 20 de diciembre de 2020 (Vuelta) | 13 de diciembre de 2020 (Ida) 20 de diciembre de 2020 (Vuelta) | 13 de diciembre de 2020 (Ida) 20 de diciembre de 2020 (Vuelta) | 13 de diciembre de 2020 (Ida) 20 de diciembre de 2020 (Vuelta) | 13 de diciembre de 2020 (Ida) 20 de diciembre de 2020 (Vuelta) |  |
|  |                                                                    |                                                                    |                                                                    |                                                                    |                                                                    |   |    |                                                                |                                                                |                                                                |                                                                |                                                                |  |
|  |                                                                    |                                                                    |                                                                    |                                                                    |                                                                    |   |    |                                                                |                                                                |                                                                |                                                                |                                                                |  |
|  | 1°                                                                 | Real Estelí FC                                                     | 2                                                                  | 1                                                                  | 3                                                                  |   |    |                                                                |                                                                |                                                                |                                                                |                                                                |  |
|  | 1°                                                                 | Real Estelí FC                                                     | 2                                                                  | 1                                                                  | 3                                                                  |   |    |                                                                |                                                                |                                                                |                                                                |                                                                |  |
|  | 6°                                                                 | Chinandega FC                                                      | 2                                                                  | 0                                                                  | 2                                                                  |   |    |                                                                |                                                                |                                                                |                                                                |                                                                |  |
|  | 6°                                                                 | Chinandega FC                                                      | 2                                                                  | 0                                                                  | 2                                                                  |   | 1° | Real Estelí FC                                                 | 0                                                              | 1                                                              | 1                                                              |                                                                |  |
|  |                                                                    |                                                                    |                                                                    |                                                                    |                                                                    |   | 1° | Real Estelí FC                                                 | 0                                                              | 1                                                              | 1                                                              |                                                                |  |
|  |                                                                    |                                                                    | 4°                                                                 | Diriangén FC                                                       | 0                                                                  | 0 | 0  |                                                                |                                                                |                                                                |                                                                |                                                                |  |
|  | 2°                                                                 | CD Walter Ferreti                                                  | 4°                                                                 | Diriangén FC                                                       | 0                                                                  | 0 | 0  | 2                                                              | 1                                                              | 3                                                              |                                                                |                                                                |  |
|  | 2°                                                                 | CD Walter Ferreti                                                  |                                                                    |                                                                    |                                                                    |   |    | 2                                                              | 1                                                              | 3                                                              |                                                                |                                                                |  |
|  | 4°                                                                 | Diriangén FC                                                       | 3                                                                  | 3                                                                  | 6                                                                  |   |    |                                                                |                                                                |                                                                |                                                                |                                                                |  |
|  | 4°                                                                 | Diriangén FC                                                       | 3                                                                  | 3                                                                  | 6                                                                  |   |    |                                                                |                                                                |                                                                |                                                                |                                                                |  |
|  |                                                                    |                                                                    |                                                                    |                                                                    |                                                                    |   |    |                                                                |                                                                |                                                                |                                                                |                                                                |  |

### Semifinales

#### Ida
| 28 de noviembre de 2020, 17:00 | Diriangén FC                                                | 3:2 (0:2) | CD Walter Ferreti                      | Estadio Cacique Diriangén, Diriamba |                             |
|                                | Henry Niño 58' · Maycon Santana 62' (pen.) · René Huete 83' | Reporte   | Dshon Forbes 13' · Ezequiel Ugalde 34' | Árbitro(s): Ricardo Mendoza         | Árbitro(s): Ricardo Mendoza |

| 29 de noviembre de 2020, 15:00 | Chinandega FC                                | 2:2 (0:1) | Real Estelí FC                           | Estadio La Veranera, León   |                             |
|                                | Kevin Venerio 68' · Erick Alcázar 88' (pen.) | Reporte   | Edgar Castillo 38' · Brandon Ayerdis 62' | Árbitro(s): Nitzar Sandoval | Árbitro(s): Nitzar Sandoval |

#### Vuelta
| 6 de diciembre de 2020, 16:00                                        | CD Walter Ferreti | 1:3 (0:3) | Diriangén FC                                     | Estadio Nacional, Managua   |                             |
|                                                                      | René Huete 72'    | Reporte   | Alexis Ramos 18' 22' · Maycon Santana 44' (pen.) | Árbitro(s): Nitzar Sandoval | Árbitro(s): Nitzar Sandoval |
| El Diriangén FC clasifica a la final con un resultado global de 6:3. |                   |           |                                                  |                             |                             |

| 6 de diciembre de 2020, 19:00                                          | Real Estelí FC    | 1:0 (1:0) | Chinandega FC | Estadio Nacional, Managua |                          |
|                                                                        | Josué Quijano 15' | Reporte   |               | Árbitro(s): Óscar Dávila  | Árbitro(s): Óscar Dávila |
| El Real Estelí FC clasifica a la final con un resultado global de 3:2. |                   |           |               |                           |                          |

### Final

#### Ida
| 25    | POR   | Justo Lorente     |  |
| 3     | DEF   | Marel Álvarez     |  |
| 5     | DEF   | Erick Téllez      |  |
| 11    | DEF   | Erick Mendoza     |  |
| 23    | DEF   | Jeffrey Chávez    |  |
| 9     | MED   | Luis Coronel      |  |
| 14    | MED   | Jason Coronel     |  |
| 16    | MED   | Maycon Santana    |  |
| 46    | MED   | Josué Calderón    |  |
| 4     | DEL   | Bernardo Laureiro |  |
| 8     | DEL   | Alexis Ramos      |  |
| D. T. | D. T. | Flavio Da Silva   |  |

| 1     | POR   | Rodrigo Pérez     |  |
| 4     | DEF   | Óscar López       |  |
| 7     | DEF   | Manuel Rosas      |  |
| 15    | DEF   | Rodrigo Bronzatti |  |
| 27    | DEF   | Josué Quijano     |  |
| 8     | MED   | Richard Rodríguez |  |
| 11    | MED   | Juan Barrera      |  |
| 14    | MED   | Marlon López      |  |
| 9     | DEL   | Henry García      |  |
| 12    | DEL   | Luis Acuña        |  |
| 20    | DEL   | Edgar Castillo    |  |
| D. T. | D. T. | Holver Flores     |  |

| Principal  | Erick Lezama    |
| Asistentes | José Ojeda      |
|            | Berman Bermúdez |
| Cuarto     | Ricardo Mendoza |

| 25    | POR   | Justo Lorente     |  |
| 3     | DEF   | Marel Álvarez     |  |
| 5     | DEF   | Erick Téllez      |  |
| 11    | DEF   | Erick Mendoza     |  |
| 23    | DEF   | Jeffrey Chávez    |  |
| 9     | MED   | Luis Coronel      |  |
| 14    | MED   | Jason Coronel     |  |
| 16    | MED   | Maycon Santana    |  |
| 46    | MED   | Josué Calderón    |  |
| 4     | DEL   | Bernardo Laureiro |  |
| 8     | DEL   | Alexis Ramos      |  |
| D. T. | D. T. | Flavio Da Silva   |  |

| 1     | POR   | Rodrigo Pérez     |  |
| 4     | DEF   | Óscar López       |  |
| 7     | DEF   | Manuel Rosas      |  |
| 15    | DEF   | Rodrigo Bronzatti |  |
| 27    | DEF   | Josué Quijano     |  |
| 8     | MED   | Richard Rodríguez |  |
| 11    | MED   | Juan Barrera      |  |
| 14    | MED   | Marlon López      |  |
| 9     | DEL   | Henry García      |  |
| 12    | DEL   | Luis Acuña        |  |
| 20    | DEL   | Edgar Castillo    |  |
| D. T. | D. T. | Holver Flores     |  |

| Principal  | Erick Lezama    |
| Asistentes | José Ojeda      |
|            | Berman Bermúdez |
| Cuarto     | Ricardo Mendoza |

| 25    | POR   | Justo Lorente     |  |
| 3     | DEF   | Marel Álvarez     |  |
| 5     | DEF   | Erick Téllez      |  |
| 11    | DEF   | Erick Mendoza     |  |
| 23    | DEF   | Jeffrey Chávez    |  |
| 9     | MED   | Luis Coronel      |  |
| 14    | MED   | Jason Coronel     |  |
| 16    | MED   | Maycon Santana    |  |
| 46    | MED   | Josué Calderón    |  |
| 4     | DEL   | Bernardo Laureiro |  |
| 8     | DEL   | Alexis Ramos      |  |
| D. T. | D. T. | Flavio Da Silva   |  |

| 1     | POR   | Rodrigo Pérez     |  |
| 4     | DEF   | Óscar López       |  |
| 7     | DEF   | Manuel Rosas      |  |
| 15    | DEF   | Rodrigo Bronzatti |  |
| 27    | DEF   | Josué Quijano     |  |
| 8     | MED   | Richard Rodríguez |  |
| 11    | MED   | Juan Barrera      |  |
| 14    | MED   | Marlon López      |  |
| 9     | DEL   | Henry García      |  |
| 12    | DEL   | Luis Acuña        |  |
| 20    | DEL   | Edgar Castillo    |  |
| D. T. | D. T. | Holver Flores     |  |

| Principal  | Erick Lezama    |
| Asistentes | José Ojeda      |
|            | Berman Bermúdez |
| Cuarto     | Ricardo Mendoza |

| 25    | POR   | Justo Lorente     |  |
| 3     | DEF   | Marel Álvarez     |  |
| 5     | DEF   | Erick Téllez      |  |
| 11    | DEF   | Erick Mendoza     |  |
| 23    | DEF   | Jeffrey Chávez    |  |
| 9     | MED   | Luis Coronel      |  |
| 14    | MED   | Jason Coronel     |  |
| 16    | MED   | Maycon Santana    |  |
| 46    | MED   | Josué Calderón    |  |
| 4     | DEL   | Bernardo Laureiro |  |
| 8     | DEL   | Alexis Ramos      |  |
| D. T. | D. T. | Flavio Da Silva   |  |

| 1     | POR   | Rodrigo Pérez     |  |
| 4     | DEF   | Óscar López       |  |
| 7     | DEF   | Manuel Rosas      |  |
| 15    | DEF   | Rodrigo Bronzatti |  |
| 27    | DEF   | Josué Quijano     |  |
| 8     | MED   | Richard Rodríguez |  |
| 11    | MED   | Juan Barrera      |  |
| 14    | MED   | Marlon López      |  |
| 9     | DEL   | Henry García      |  |
| 12    | DEL   | Luis Acuña        |  |
| 20    | DEL   | Edgar Castillo    |  |
| D. T. | D. T. | Holver Flores     |  |

| Principal  | Erick Lezama    |
| Asistentes | José Ojeda      |
|            | Berman Bermúdez |
| Cuarto     | Ricardo Mendoza |

#### Vuelta
| 1  | {{{POS LOCAL 1}}}  | {{{JUGADOR LOCAL 1}}}  |  |
| 2  | {{{POS LOCAL 2}}}  | {{{JUGADOR LOCAL 2}}}  |  |
| 3  | {{{POS LOCAL 3}}}  | {{{JUGADOR LOCAL 3}}}  |  |
| 4  | {{{POS LOCAL 4}}}  | {{{JUGADOR LOCAL 4}}}  |  |
| 5  | {{{POS LOCAL 5}}}  | {{{JUGADOR LOCAL 5}}}  |  |
| 6  | {{{POS LOCAL 6}}}  | {{{JUGADOR LOCAL 6}}}  |  |
| 7  | {{{POS LOCAL 7}}}  | {{{JUGADOR LOCAL 7}}}  |  |
| 8  | {{{POS LOCAL 8}}}  | {{{JUGADOR LOCAL 8}}}  |  |
| 9  | {{{POS LOCAL 9}}}  | {{{JUGADOR LOCAL 9}}}  |  |
| 10 | {{{POS LOCAL 10}}} | {{{JUGADOR LOCAL 10}}} |  |
| 11 | {{{POS LOCAL 11}}} | {{{JUGADOR LOCAL 11}}} |  |

| 1  | {{{POS VISITA 1}}}  | {{{JUGADOR VISITA 1}}}  |  |
| 2  | {{{POS VISITA 2}}}  | {{{JUGADOR VISITA 2}}}  |  |
| 3  | {{{POS VISITA 3}}}  | {{{JUGADOR VISITA 3}}}  |  |
| 4  | {{{POS VISITA 4}}}  | {{{JUGADOR VISITA 4}}}  |  |
| 5  | {{{POS VISITA 5}}}  | {{{JUGADOR VISITA 5}}}  |  |
| 6  | {{{POS VISITA 6}}}  | {{{JUGADOR VISITA 6}}}  |  |
| 7  | {{{POS VISITA 7}}}  | {{{JUGADOR VISITA 7}}}  |  |
| 8  | {{{POS VISITA 8}}}  | {{{JUGADOR VISITA 8}}}  |  |
| 9  | {{{POS VISITA 9}}}  | {{{JUGADOR VISITA 9}}}  |  |
| 10 | {{{POS VISITA 10}}} | {{{JUGADOR VISITA 10}}} |  |
| 11 | {{{POS VISITA 11}}} | {{{JUGADOR VISITA 11}}} |  |

| 69 | Manuel Rosas |  |

| Principal  | Nitzar Sandoval   |
| Asistentes | Keytzell Corrales |
|            | José Ojeda        |
| Cuarto     | Erick Lezama      |

| 1  | {{{POS LOCAL 1}}}  | {{{JUGADOR LOCAL 1}}}  |  |
| 2  | {{{POS LOCAL 2}}}  | {{{JUGADOR LOCAL 2}}}  |  |
| 3  | {{{POS LOCAL 3}}}  | {{{JUGADOR LOCAL 3}}}  |  |
| 4  | {{{POS LOCAL 4}}}  | {{{JUGADOR LOCAL 4}}}  |  |
| 5  | {{{POS LOCAL 5}}}  | {{{JUGADOR LOCAL 5}}}  |  |
| 6  | {{{POS LOCAL 6}}}  | {{{JUGADOR LOCAL 6}}}  |  |
| 7  | {{{POS LOCAL 7}}}  | {{{JUGADOR LOCAL 7}}}  |  |
| 8  | {{{POS LOCAL 8}}}  | {{{JUGADOR LOCAL 8}}}  |  |
| 9  | {{{POS LOCAL 9}}}  | {{{JUGADOR LOCAL 9}}}  |  |
| 10 | {{{POS LOCAL 10}}} | {{{JUGADOR LOCAL 10}}} |  |
| 11 | {{{POS LOCAL 11}}} | {{{JUGADOR LOCAL 11}}} |  |

| 1  | {{{POS VISITA 1}}}  | {{{JUGADOR VISITA 1}}}  |  |
| 2  | {{{POS VISITA 2}}}  | {{{JUGADOR VISITA 2}}}  |  |
| 3  | {{{POS VISITA 3}}}  | {{{JUGADOR VISITA 3}}}  |  |
| 4  | {{{POS VISITA 4}}}  | {{{JUGADOR VISITA 4}}}  |  |
| 5  | {{{POS VISITA 5}}}  | {{{JUGADOR VISITA 5}}}  |  |
| 6  | {{{POS VISITA 6}}}  | {{{JUGADOR VISITA 6}}}  |  |
| 7  | {{{POS VISITA 7}}}  | {{{JUGADOR VISITA 7}}}  |  |
| 8  | {{{POS VISITA 8}}}  | {{{JUGADOR VISITA 8}}}  |  |
| 9  | {{{POS VISITA 9}}}  | {{{JUGADOR VISITA 9}}}  |  |
| 10 | {{{POS VISITA 10}}} | {{{JUGADOR VISITA 10}}} |  |
| 11 | {{{POS VISITA 11}}} | {{{JUGADOR VISITA 11}}} |  |

| 69 | Manuel Rosas |  |

| Principal  | Nitzar Sandoval   |
| Asistentes | Keytzell Corrales |
|            | José Ojeda        |
| Cuarto     | Erick Lezama      |

| 1  | {{{POS LOCAL 1}}}  | {{{JUGADOR LOCAL 1}}}  |  |
| 2  | {{{POS LOCAL 2}}}  | {{{JUGADOR LOCAL 2}}}  |  |
| 3  | {{{POS LOCAL 3}}}  | {{{JUGADOR LOCAL 3}}}  |  |
| 4  | {{{POS LOCAL 4}}}  | {{{JUGADOR LOCAL 4}}}  |  |
| 5  | {{{POS LOCAL 5}}}  | {{{JUGADOR LOCAL 5}}}  |  |
| 6  | {{{POS LOCAL 6}}}  | {{{JUGADOR LOCAL 6}}}  |  |
| 7  | {{{POS LOCAL 7}}}  | {{{JUGADOR LOCAL 7}}}  |  |
| 8  | {{{POS LOCAL 8}}}  | {{{JUGADOR LOCAL 8}}}  |  |
| 9  | {{{POS LOCAL 9}}}  | {{{JUGADOR LOCAL 9}}}  |  |
| 10 | {{{POS LOCAL 10}}} | {{{JUGADOR LOCAL 10}}} |  |
| 11 | {{{POS LOCAL 11}}} | {{{JUGADOR LOCAL 11}}} |  |

| 1  | {{{POS VISITA 1}}}  | {{{JUGADOR VISITA 1}}}  |  |
| 2  | {{{POS VISITA 2}}}  | {{{JUGADOR VISITA 2}}}  |  |
| 3  | {{{POS VISITA 3}}}  | {{{JUGADOR VISITA 3}}}  |  |
| 4  | {{{POS VISITA 4}}}  | {{{JUGADOR VISITA 4}}}  |  |
| 5  | {{{POS VISITA 5}}}  | {{{JUGADOR VISITA 5}}}  |  |
| 6  | {{{POS VISITA 6}}}  | {{{JUGADOR VISITA 6}}}  |  |
| 7  | {{{POS VISITA 7}}}  | {{{JUGADOR VISITA 7}}}  |  |
| 8  | {{{POS VISITA 8}}}  | {{{JUGADOR VISITA 8}}}  |  |
| 9  | {{{POS VISITA 9}}}  | {{{JUGADOR VISITA 9}}}  |  |
| 10 | {{{POS VISITA 10}}} | {{{JUGADOR VISITA 10}}} |  |
| 11 | {{{POS VISITA 11}}} | {{{JUGADOR VISITA 11}}} |  |

| 69 | Manuel Rosas |  |

| Principal  | Nitzar Sandoval   |
| Asistentes | Keytzell Corrales |
|            | José Ojeda        |
| Cuarto     | Erick Lezama      |

| 1  | {{{POS LOCAL 1}}}  | {{{JUGADOR LOCAL 1}}}  |  |
| 2  | {{{POS LOCAL 2}}}  | {{{JUGADOR LOCAL 2}}}  |  |
| 3  | {{{POS LOCAL 3}}}  | {{{JUGADOR LOCAL 3}}}  |  |
| 4  | {{{POS LOCAL 4}}}  | {{{JUGADOR LOCAL 4}}}  |  |
| 5  | {{{POS LOCAL 5}}}  | {{{JUGADOR LOCAL 5}}}  |  |
| 6  | {{{POS LOCAL 6}}}  | {{{JUGADOR LOCAL 6}}}  |  |
| 7  | {{{POS LOCAL 7}}}  | {{{JUGADOR LOCAL 7}}}  |  |
| 8  | {{{POS LOCAL 8}}}  | {{{JUGADOR LOCAL 8}}}  |  |
| 9  | {{{POS LOCAL 9}}}  | {{{JUGADOR LOCAL 9}}}  |  |
| 10 | {{{POS LOCAL 10}}} | {{{JUGADOR LOCAL 10}}} |  |
| 11 | {{{POS LOCAL 11}}} | {{{JUGADOR LOCAL 11}}} |  |

| 1  | {{{POS VISITA 1}}}  | {{{JUGADOR VISITA 1}}}  |  |
| 2  | {{{POS VISITA 2}}}  | {{{JUGADOR VISITA 2}}}  |  |
| 3  | {{{POS VISITA 3}}}  | {{{JUGADOR VISITA 3}}}  |  |
| 4  | {{{POS VISITA 4}}}  | {{{JUGADOR VISITA 4}}}  |  |
| 5  | {{{POS VISITA 5}}}  | {{{JUGADOR VISITA 5}}}  |  |
| 6  | {{{POS VISITA 6}}}  | {{{JUGADOR VISITA 6}}}  |  |
| 7  | {{{POS VISITA 7}}}  | {{{JUGADOR VISITA 7}}}  |  |
| 8  | {{{POS VISITA 8}}}  | {{{JUGADOR VISITA 8}}}  |  |
| 9  | {{{POS VISITA 9}}}  | {{{JUGADOR VISITA 9}}}  |  |
| 10 | {{{POS VISITA 10}}} | {{{JUGADOR VISITA 10}}} |  |
| 11 | {{{POS VISITA 11}}} | {{{JUGADOR VISITA 11}}} |  |

| 69 | Manuel Rosas |  |

| Principal  | Nitzar Sandoval   |
| Asistentes | Keytzell Corrales |
|            | José Ojeda        |
| Cuarto     | Erick Lezama      |

| Bandera del departamento de Estelí |
| Campeón Real Estelí FC             |
| 19.° título                        |

## Goleadores
Lista de los máximos goleadores de la competencia.
- Actualizado el 20 de diciembre de 2020.[2]

| Pos. | Posición | Jugador        | Equipo            | Goles |
| ---- | -------- | -------------- | ----------------- | ----- |
| 1.º  |          | Juan Barrera   | Real Estelí FC    | 13    |
| 2.º  |          | Dshon Forbes   | CD Walter Ferreti | 12    |
| 3.º  |          | Pablo Gallego  | Managua FC        | 9     |
| 4.º  |          | Luis Coronel   | Diriangén FC      | 8     |
| 5.º  |          | Erick Alcázar  | Chinandega FC     | 8     |
| 6.º  |          | Maycon Santana | Diriangén FC      | 8     |